# Gagnepainia thoreliana
Gagnepainia thoreliana là một loài thực vật có hoa trong họ Gừng. Loài này được Henri Ernest Baillon mô tả khoa học đầu tiên năm 1895 dưới danh pháp Hemiorchis thoreliana. Năm 1904, Karl Moritz Schumann chuyển nó sang chi Gagnepainia.

## Phân bố
G. thoreliana là loài bản địa miền nam Việt Nam.